# 滇南天门冬
滇南天门冬（学名：Asparagus subscandens）为天门冬科天门冬属的植物，是中国的特有植物。分布于中国大陆的云南省等地，生长于海拔850米至1,700米的地区，多生长于林下及灌丛中，目前尚未由人工引种栽培。